# Jeu d'élevage
Un jeu d'élevage est, dans le domaine du jeu vidéo, un jeu dont le but est de s'occuper d'un ou plusieurs animaux en leur apportant des soins. Il existe un très grand nombre de jeux sur internet de ce type, concernant des animaux réels (cochon, furet, mouton, lapin, cheval...) comme imaginaires (dragon, licorne, etc.). 

## Liste de jeux
- CryptoKitties[1]
- Cromimi[2]
- Dinoparc[3]
- Equideow[4]
- Pokémon : Magicarpe Jump[5]